# Magda Mihalache
Magda Mihalache (Brăila, 6 luglio 1981) è un'ex tennista romena.

## Biografia
Per tutta la carriera è stata allenata da Dietmar Rau. 
Nel maggio 2005 ha ottenuto il suo best ranking in singolare (176ª posizione). In doppio invece è stata numero 120 nel 1999. 
Ha vinto 17 titoli ITF: 5 in singolo e 12 in doppio.
In Fed Cup ha giocato 12 match, con un bilancio di 7 vittorie e 5 sconfitte.
Si è ritirata nel 2015, a 34 anni.